# 玉麟
玉麟（穆麟德轉寫：ioilin，1766年—1833年），哈達納喇氏，字子振，號研農，滿洲正黃旗人。进士出身，清朝官员。

## 生平
乾隆戊申科举人，六十年乙卯科（1795年）進士，選翰林院庶吉士，授編修。嘉慶初年，三遷為祭酒。歷官詹事、內閣學士。入直上書房。歷官禮部、吏部侍郎，典會試。嘉慶十二年（1807年），出督安徽學政，調江蘇。嘉慶十六年（1811年），兼右翼總兵。受吏部銓序有誤牵连，奪職。不久，授內閣學士，兼護軍統領、左翼總兵，遷戶部侍郎。十八年八月，車駕自熱河回蹕，迎至白澗，先還京。林清攻打禁門，率部擊捕，以門禁懈弛之罪褫職。嘉慶十九年（1814年），授三等侍衛，赴葉爾羌辦事。嘉慶二十二年（1816年），加副都統銜，充駐藏大臣。歷官左翼總兵、鑲白旗漢軍副都統，遷左都御史，历禮部、吏部、兵部尚書。
道光四年（1824年），命在軍機大臣上行走。六年（1826年），西北回疆亂起，阿克蘇辦事大臣長清獨能固守卻賊，玉麟因曾推薦長清，得賜花翎。道光七年（1827年），兼翰林院掌院學士，充上書房總師傅，加太子少保。次年，回疆平定，晉太子太保，繪像紫光閣。
道光九年（1829年），特命為伊犁將軍。道光十三年（1833年），奉命回京，行至陝西，卒於旅途。宣宗聞讯震悼，優詔賜卹，贈太保，入祀賢良祠。灵柩至京，宣宗親臨賜奠，諡文恭。伊犂請建祠祭祀，得到允许。《清史稿》有传。

## 家庭
- 先祖夏瑚，佐领（载《八旗满洲氏族通谱》）。
- 高祖库尔堪，佐领、副都统。
- 曾祖遗善，佐领、三等侍卫。
- 祖父乾隆丁巳科进士国梁（榜名纳国栋）。
- 父乾隆乙丑科进士特克慎。
- 妻爱新觉罗氏（胞兄嘉慶四年（1799年）己未科进士覺羅桂芳，父觉罗恒庆，祖父湖广总督恭慤公觉罗图思德）。

## 延伸阅读
[在维基数据编辑]
 《清史稿·卷367》，出自趙爾巽《清史稿》